# Птици мравояди
 Тази статия е за птиците мравояди.  За бозайниците вижте Мравояди.  
Птиците мравояди (Formicariidae), наричани също наземни мравколовки, са семейство птици от разред Врабчоподобни (Passeriformes).
Разпространени са в субтропичните и тропични области на Централна и Южна Америка и обикновено имат дължина 10 – 20 сантиметра. Повечето живеят в горски местности, като се хранят с насекоми, които търсят по повърхността или в близост до земята.

## Родове
Семейство Formicariidae – Птици мравояди
- Formicarius
- Chamaeza